# 萨尼娅·奥热戈维奇
萨尼娅·奥热戈维奇（1959年6月15日—），克罗地亚女子篮球运动员。她曾代表南斯拉夫国家队参加1980年和1984年夏季奥林匹克运动会篮球比赛，其中1980年奥运会获得一枚铜牌。